# 273
273 је била проста година.

## Догађаји
- Марко Клаудије Тацит, будући римски цар, је конзул у Риму.
- Цар Аурелијан побеђује снаге трачког савеза у Мезији и Тракији.
- Аурелијан пљачка град Палмиру, након што је угушио другу побуну.
- У огорченим уличним борбама, Аурелијан гуши побуну у Александрији Фирма, владара Палмире. Фирм је задављен на смрт.
- Персијски краљ Хормизд I умире након кратке владавине у којој је показао толеранцију према аскетској, антиматеријалистичкој манихејској вери. Наследио га је његов брат Бахрам I, који је управљао провинцијом Атропатеном. Бахрам наставља да гуши побуне околних вазалних краљева.

## Смрти
- Википедија:Непознат датум — Свети мученици Павле и Јулијана, хришћански светитељи

- 1. јун – Реверијан, хришћански епископ
- Калиник, грчки историчар и софиста
- Касије Лонгин, грчки филозоф
- Публије Хереније Дексип, грчки генерал и историчар
- Хормизд I, краљ Сасанидског царства
- Септимије Антиох, римски узурпатор
- Веи Џао, кинески историчар и научник (р. 204)